# Agios-Onouphrios-Stil

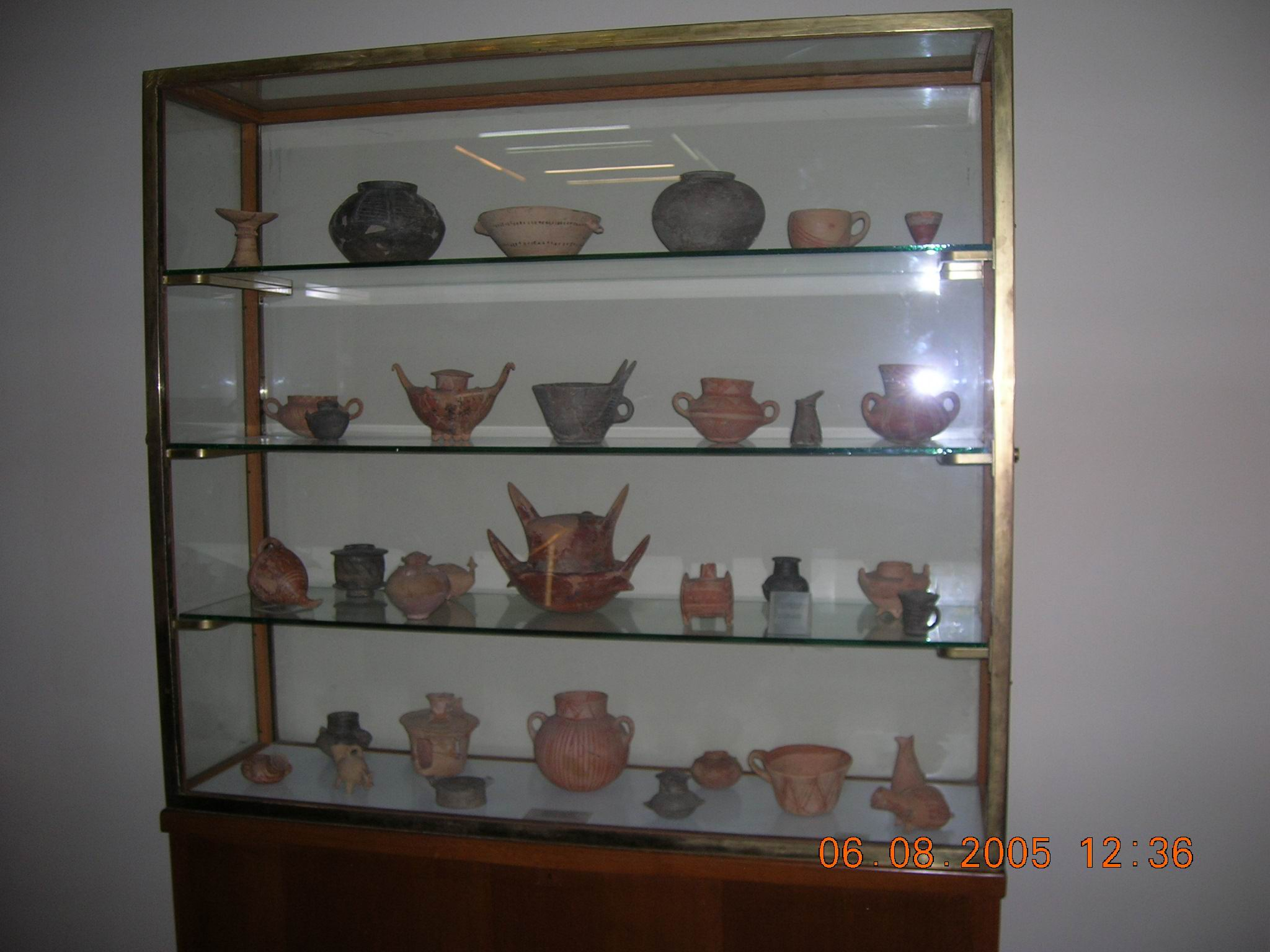
Keramik im Agios-Onouphrios- und Pyrgos-Stil, Archäologisches Museum in Iraklio.

Als Agios-Onouphrios-Stil bezeichnet man einen Keramikstil der frühen Vorpalastzeit (ca. 3500–2800 v. Chr.) der kretisch-minoischen Kultur. Die Gefäße dieses Stils sind dunkel auf hellem Untergrund mit einfachen linearen Motiven bemalt.
Die gesamte bronzezeitliche Vorpalastzeit dauerte auf Kreta von etwa 3500 v. Chr. bis 1900 v. Chr. Objekte aus dieser Periode werden beispielsweise im Archäologischen Museum in Iraklio ausgestellt.